# سوق حباشة
حباشة: من أسواق العرب في الجاهلية، موضعه بين حلي وقنونا على مبعدة ثمانية مراحل من مكة المكرمة، وهي في ديار بارق.وهو المتجر المتوسط المشترك بين أهل الحجاز واليمن، وكانت تجتمع فيه القبائل مرةً كل عام، مدة ثمانية أيام من هلال رجب في كل سنة يتبايعون فيه، كما كان الشعراء يحضرون السوق لينشدوا ما أحدثوا من أشعار التفاخر والحماسة و المجادلة.
وحباشة هو أقدم وأعظم أسواق منطقة تهامة، وقد تاجر فيها نبي الإسلام محمد بن عبد الله وباع فيها واشترى لصالح السيدة خديجة قبل البعثة النبوية. وهي سوق جاهلية عاصرت الإسلام ثم عهدَيْ الأمويين والعباسيون وإن لم تبلغ في الإسلام مثل الازدهار الذي بلغتهُ قبل الإسلام. وبقيت هذه السوق قائمة كل عام حتى سنة سبع وتسعين ومائة هجرية، إذ تركت في زمن داود بن عيسى بن موسى العباسي.والسبب في خرابها أن من عادة ولاة مكة أن يستعملوا عليها رجلا يخرج معهم بجند فيقيمون بها ثمانية أيام متوالية من أول رجب، واستمر الأمر على هذا حتى قتلت الأزد واليا كان عليها من قبيلة غني، بعثه داود بن عيسى بن موسى، فأشار فقهاء مكة على داود بتخريبها فخربها، وتركت منذ ذلك الوقت.
وهي من الأسواق التجارية الكبرى في الجزيرة العربية، يحمل إليها من كل بلد تجارته وصناعته، فكان يجلب إليها الخمر من هجر والعراق، والبز - البرود الموشّاة - من مخلاف الجند،كما يعرض فيها الحبوب والمحاصيل، والعسل والسمن من قرى وبوادي بارق. وفيها الغالية وأنواع الطيب وأدوات السلاح، ويباع فيها الحرير والوكاء والحذاء والمسيّر والعدني، يحملها إليها التجار من معادنها. ويعرض فيها كثير من الرقيق الذي ينشأ عن الغزو، وسبي الذراري فيباع فيها بيع المتاع التجاري،من ذلك زيد بن حارثة، فقد كان سبي بِيع في حباشة.كما كانت تشتهر حباشة محليا بصناعة وبيع آنية الطعام المشهورة بالصَّحَّاف البارقية.وكانت أيضا تشتهر بتجارة الملح، وأصبحت يضرب بها المثل، قال ابن رفاعة الهاشمي (ت 400 هـ): «كمستبضع الملح إلى أهل بارق»،

## التسمية
الحُبَاشَة - بضم أوله، وبالشين المعجمة أيضا، على وزن فعاله - : كما أصَّلها اللغويون كل ما جُمِعَ سُمي حباشة،
وفي لغة أهل اليمن الحباشة من الأرض التي اختلطَ سوادها بصُّفْرة فلا يدرى أَيهما أَكثر، والحبشي من الأرض في عامية اليمن: هي القطعة من الأرض على غير هيئة التي إلى جنبها. وفي عامية نجد: ناقة حبشا التي لونها سواد إلى الصّفرة. أما ياقوت الحموي فزعم أن الحباشة هي الجماعة من الناس ليسوا من قبيلة واحدة.
ويحسُنُ التنبيه إلى حقيقة قد يغفل عنها كثيرون، وهي أن حباشة اسم لعدة مواضع في العالم العربي، منها: حباشة موضع في محافظة بارق بالمملكة العربية السعودية، وحباشة قرية في جهة الرباط بالمملكة المغربية، وحباشة قرية في جهة مراكش بالمملكة المغربية، وحباشة قرية في محافظة إب بالجمهورية اليمنية، وحباشة قرية في مديرية السبرة بالجمهورية اليمنية.

## الموقع
اختلف المؤرخون و المختصون في تحديد موقع سوق حباشة بدقة و تباينت آراؤهم و طال جدلهم منذ 49 عامًا حتى حسمت دارة الملك عبدالعزيز الأمر في تغريدة نشرتها على حسابها الرسمي في تويتر تضمنت فديو توضيحي صرحت فيه الداره أنها قامت بإجراء دراسات بحثية و ميدانية و آثارية معمقة بالتعاون بين دارة الملك عبدالعزيز ووزارة الثقافة و هيئة التراث حيث تمكن الفريق البحثي المتخصص من تحديد موقع سوق حباشة التاريخي.
ضمت التغريدة فديو لأعضاء اللجنة العلمية الذي أوضحوا ما قاموا من عمل و دراسات حتى خلصوا إلى النتيجة . أن سوق حباشة يقع على الضفة الجنوبية لوادي قنونا في سهل فيضي متسع، تحده من جهة الشرق جبال الدربة، ومن جهة الغرب جبال العرم، بمسافة تمتد حوالي خمسة كيلومترات ويحده من الجنوب جبل أم الرمث في منطقة سهلة متسعة، تتوفر فيها مصادر المياه والغطاء النباتي للرعي كما يمر بموقع سوق حباشة طريق الجند وهو من أهم المعالم في تحدي السوق. و أضاف المختصون أن موقع السوق يقع شرق محافظة القنفذة بمسافة 30 كم ما بين قرية أم السلم و حداب غرور جنوب قرية حداب الخيل. 

## المسافة بين حباشة ومكة
اختلف المؤرخون الأوائل في تحديد المسافة بين حباشة وبين مكة، فأورد ابن سعد بسنده: «حباشة على ثماني مراحل من مكة طريق الجند»، وقال ابن حجر:«حباشة وكانت في ديار بارق نحو قنونى، من مكة إلى جهة اليمن على ست مراحل». والمعروف أن المرحلة هي مسيرة اليوم والليلة الكاملة. هذا وتقدر المرحلة عند السادة الشافعية والحنابلة بنحو 80 كيلاً، وعند الحنفية والمالكية بنحو 50 كيلاً.والمؤرخين يرجحون القول بأنها على ثمان مراحل، لأن حكيم بن حزام  ذكر ذلك، وكان الأعرف بها، وقد روى عروة بن الزبير:«وكان -  حكيم بن حزام- يقول : كان بتهامة أسواق، أعظمها سوق حباشة، وهي على ثماني مراحل من مكة طريق الجند ، فكنت أحضرها».
قال الأزرقي: «حباشة سوق الأزد، وهي في ديار الأوصام من بارق من صدر قنونا وحلي من ناحية اليمن، وهي من مكة على ست ليال».ويقول المؤرخ فاضل الربيعي: «بارق من صدور قنونا وحلي من ناحية اليمن»،وقال المستشرق "ميخائيل ليكر:«حباشة وكانت تقع في أعالي وادي قنونا وحلي». وقال عمارة اليمني:«وبين حلي ومكة ثمانية أيام»، وقال ياقوت الحموي : « حلي مدينة باليمن على ساحل البحر، بينها وبين السرّين يوم واحد، وبينها وبين مكة ثمانية أيام».

## الطرق إلى حباشة
اشتهر سوق حباشة بموقعه على أهم طرق التجارة القديمة من اليمن إلى مكة ثم الشام، سواء كان ذلك في الجاهلية أو في الإسلام، وقد كان كباقي أسواق العرب محطة تجارية مهمة، ومكانا آمنا تستقر فيه القوافل التجارية. وقد كانت حباشة تقع في مفترق وملتقى طرق التجارة والحج، حيث تجتمع فيها طرق محجة اليمن التهامية العليا ومحجة صعدة (المُكوّنة من محجات حضرموت وصنعاء وعدن العليا). ومن حباشة تنعطف الطرق نحو محجة تهامة الساحلية. والطرق الرئيسية هي الآتي:
- الطريق المتوسطة وتعرف باسم الجادة السلطانية،[41] وكانت تعرف قبل ذلك بطريق الجند. وهي تهامية، وبينها وبين البحر مسيرة يوم، أو نصف يوم،[42] ومثل ذلك بينها وبين الجبل، وهي متوسطة بينهما.[43] ويعد الطريق المفضل لدى الحجاج على الرغم من صغوبة مسالكه، وذلك يرجع إلى كونه يمر بأرض خصبة وافرة المياه والكلاء.[44] وهي تبدأ من الجند بتعز، وتمر بذات الخيف، فموزع، ثم الجدون، ثم حيس، ثم زبيد، إذ تتجمع فيها القوافل التي تسلك طريق الجادة السلطانية،[45] ومنها تنطلق في سيرها إلى مكة المكرمة مارة بفشال والضنجاع، والقحمة، والكدراء، والمهجم، ومور، والواديين، والساعد، وتعشر، وجازان، والهجر، وبيش،[46] إلى ضنكان، ومنها يتجه الطريق إلى المعقد فحلي العليا - بارق - ثم يبة ثم قنونا ثم عشم ثم دوقة فإلى السرين حيث يلتقي بالطريق الساحلية،[47] ومن السرين تفترق الطرق، الأوسط إلى الليث فالخضراء ثم سعيا ثم يلملم فمكة المكرمة.[48] وقد عد الهمداني الجادة السلطانية بأمن الطرق،[49] وفي موضع آخر وصفها بالمحجة القديمة.[50] وهي إلى الآن تعرف بطريق السلطانية أو سكة بارق،[51] وقد ذكرت الجادة في دليل العرب لدائرة استخبارات وزارة البحرية البريطانية.[52]

- الطريق العليا أو محجة حضرموت العليا وهي سرو -تهامية.[53] وهي سرو -تهامية. تبدأ من العبر إلى الجوف ثم صعدة، إذ تتجمع فيها محجة صنعاء العليا والطرق التي تسلك طريق الجادة الجبلية،[54] ومنها إلى الحرجة ثم المجزعة ثم تية ثم محايل ثم حلي العليا، وتلتقي الطريق بالجادة السلطانية ثم بارق والجهفة ثم يبة ثم مشرف ثم قنونا ثم دوقة فإلى السرين حيث مجمع الطرق، ومنها إلى مكة.[55] وهذي الطريق سلكها الجيش التركي سنة 1288 هـ وحدثت فيها معارك كبرى بين قبائل بارق والجيش التركي في الحجايا والجهفة،[56] وقد عبرها أيضًا الشريف حسين بن علي سنة 1328 هـ،[57] وكان بينه وبين قبائل بارق معارك في الحجايا وسهول.[58] وقد ذكر محطاتها بالتفصيل المؤرخ صلاح البكري نقلاً عن كتاب الإكليل المفقود،[59] وكذلك المؤرخ اليمني محمد بن أحمد الحجري.[60] وقد وصفها فؤاد حمزة بأعظم الطرق وأهمها في جنوب الجزيرة العربية.[61]

## أقوال المؤرخين
- قال عبد الرزاق الصنعاني (211 هـ):« عن معمر، عَنِ الزهري، قَالَ: لما استوى وبلغ أشده ، وليس له كثير من المال استأجرته خديجة ابنة خويلد إلى سوق حباشة وهو سوق بتهامة واستأجرت معه رجلا آخر من قريش ، فقال رسول الله صلى الله عليه وسلم وهو يحدث عنها ما رأيت من صاحبة أجير خيرا من خديجة.[62]»
- قال ابن سعد (230 هـ):«أخبرنا محمد بن عمر، قال : حدثنا معمر بن راشد ، عن الزهري ، عن عروة ، قال : " كان حكيم بن حزام رجلا تاجرا لا يدع سوقا بمكة ولا تهامة إلا حضرها ، وكان يقول : كان بتهامة أسواق ، أعظمها سوق حباشة ، وهي على ثماني مراحل من مكة طريق الجند ، فكنت أحضرها ، وقد رأيت رسول الله صلى الله عليه وسلم حضرها ، فاشتريت بها بزا ، فقدمت به مكة ، فذاك حين أرسلت خديجة إلى رسول الله صلى الله عليه وسلم تدعوه إلى أن يخرج لها إلى سوق حباشة ، وبعثت معه غلامها ميسرة ، فخرجا ، فابتاعا بزا من بز الجند وغيره ومما فيها من التجارة ، فرجعا به إلى مكة فربحا فيها ربحا حسنا ، وكانت سوق تقوم كل سنة في رجب ثمانية أيام.[28]»
- قال الزبير بن بكار (256 هـ): «حدثنا الزبير قال، قال الواقدي، وحدثني بعض ولد حكيم بن حزام قال: كان حكيم رجلاً تاجراً لا يدع سوقاً بمكة ولا تهامة إلا حضرة، وكان يقول: كان بتهامة أسواق، أعظمها سوق حباشة، وكنت أحضره. وقال: رأيت رسول الله صلى الله عليه وسلم حضر، واشتريت منه بزا من بز تهامة، وقدمت به مكة، فذلك حين أرسلت خديجة إلى رسول الله صلى الله عليه وسلم تدعوه إلى أن يخرج لها في تجارة إلى سوق حباشة، وبعثت معه غلامها ميسرة، فخرجا فأبتاعا بزا من بز الجند وغيره مما فيها من التجارة، ورجعا إلى مكة، فربحا ربحاً حسناً. وكانت سوقاً تقوم ثمانية أيام.[63]»
- قال الأزرقي ( 297 هـ): «حباشة سوق الأزد، وهي في ديار الأوصام من بارق من صدر قنونا وحلي من ناحية اليمن، وهي من مكة على ست ليال، وهي آخر سوق خربت من أسواق الجاهلية، وكان والي مكة يستعمل عليها رجلا يخرج معه بجند ، فيقيمون بها ثلاثة أيام من أول رجب متوالية، حتى قتلت الأزد واليا كان عليها من غنى، بعثه داود بن عيسى بن موسى في سنة سبع وتسعين ومائة، فأشار فقهاء أهل مكة على داود بن عيسى بتخريبها، فخربها، وتركت إلى اليوم، وإنما ترك ذكر حباشة مع هذه الأسواق؛ لأنها لم تكن في مواسم الحج ولا في أشهره ، وإنما كانت في رجب.[34]»
- قال الدولابي (310 هـ):« حدثني يونس بن عبد الأعلى، عن عبد الله بن وهب، قال: أخبرني يونس بن يزيد، عن ابن شهاب الزهري، قال: فلما استوى رسول الله صلى الله عليه وسلم وبلغ أشده وليس له كثير مال استأجرته خديجة بنت خويلد إلى سوق حباشة وهو سوق بتهامة واستأجرت معه رجلا آخر من قريش فقال رسول الله صلى الله عليه وسلم وهو يحدث عنها: ما رأيت من صاحبة لأجير خيرا من خديجة ما كنا نرجع أنا وصاحبي إلا وجدنا عندها تحفة من طعام تخبؤه لنا.[9]»
- قال الطبري ( 310 هـ ) في تاريخه : «حدثني الحارث، قال: حدثنا محمد بن سعد، قال: حدثنا محمد بن عمر، قال: حدثنا معمر، وغيره، عن ابن شهاب الزهري، وقد قال ذلك غيره من أهل البلد، إن:  خديجة إنما كانت استأجرت رسول الله، صَلَّى اللَّهُ عَلَيْهِ وَسَلَّمَ، ورجلا آخر من قريش إلى سوق حباشة بتهامة.[64]»
- قال البكري (487 هـ): «الحباشة بضم أوله، وبالشين المعجمة أيضا، على وزن فعاله، ويقال حباشة، دون ألف ولام: سوق للعرب معروفة بناحية مكة، وهي أكبر أسواق تهامة ن كانت تقوم ثمانية أيام في السنة. قال حكيم بن حزام: وقد رأيت رسول الله صلى الله عليه وسلم يحضرها، وأشتريت منه فيها بزا من بز تهامة. وهي من صدر قنونى، أرضها لبارق.[65]»
- قال الرشاطي (542 هـ) : «هي أكبر أسواق تهامة. كان يقوم ثمانية أيام في السنة.[66]»
- قال أبو القاسم السهيلي (581 هـ): «ومجنة سوق من أسواق العرب بين عكاظ وفي المجاز.. ومن أسواقهم أيضا حباشة وهي أبعد من هذه.[67]»
- قال الحموي (626 هـ): «حُبَاشَة سوق من أسواق العرب في الجاهلية ذكره في حديث عبد الرزاق عن معمر عن الزهري، فقال: لما استوى رسول الله صلى الله عليه وسلم وبلغ أشده، وليس له كثير مال، استأجرته السيدة خديجة إلى سوق حُبَاشَة، وهو سوق تهامة، واستأجرت معه رجلًا آخر من قريش. وفي طول عمر هذا السوق يكمن سبب من أسباب أهميتها وأهمية موقعها، فهي السوق العربية الكبيرة التي بقيت حية في العصر الإسلامي قرابة قرنين من الزمان، على حين اختفت قبل هذا التاريخ بكثير الأسواق العربية الأخرى بما فيها سوق عكاظ الأشهر.[68]»
- قال ابن حجر ( 852 هـ): «حباشة - بضم المهملة وتخفيف الموحدة وبعد الألف معجمة -: وكانت في ديار بارق نحو قنوني - بفتح القاف وبضم النون الخفيفة وبعد الألف نون مقصورة - من مكة إلى جهة اليمن على ست مراحل.[69]»
- قال العيني (855 هـ ): «حباشة: بضم الحاء المهملة وتخفيف الباء الموحدة وبعد الألف شين معجمة، وكانت بأرض بارق نحو قنونا، بفتح القاف وضم النون المخففة وبعد الواو الساكنة نون أخرى، مقصورة من مكة إلى جهة اليمن على ست مراحل.[70]»
- قال البغدادي (1093 هـ ): «حباشة:  بضم الحاء المهملة وتخفيف الموحدة وبعد الألف شين معجمة، فكانت في ديار بارق نحو قنونا - بفتح القاف وبضم النون الخفيفة وبعد النون ألف مقصورة - من مكة إلى جهة اليمن على ست مراحل. وقد ذكر في الحديث الثلاث الأول وإنما لم تذكر حباشة في الحديث لأنها لم تكن من مواسم الحج. وإنما كانت تقام في شهر رجب.[71]»
- قال الآلوسي (1342 هـ ): «حباشة: كانت في ديار بارق نحو (قنونا) - بفتح القاف وبضم النون الخفيفة وبعد النون الف مقصورة - من مكة إلي جهة اليمن، ولم تكن بمواسم الحج، وإنما كانت تقام في شهر رجب.[72]»
- قال سعيد الأفغاني: «لهذه السوق - حباشة - يد كبرى على العلم ينعم بفضلها كل باحث شرقي أو غربي، لأنها كانت السبب المباشر في تزويدنا بأوسع معجم جغرافي تاريخي، وهو معجم البلدان لياقوت.[73]»
- قال محمد حسن شراب: «أما حباشة تهامة، فقال الأزرقي: إنه في ديار الأوصام من بارق، في ناحية اليمن، على ستة ليال من مكة ... وقولهم في ناحية اليمن ليس اليمن المعروف حاليا: لأن (بارقا) المحدّد به السوق، يقع اليوم بين محايل والقنفذة في تهامة عسير، بالمملكة السعودية."[74]»